# 杉原千尋
杉原 千尋（すぎはら ちひろ、1995年（平成7年）11月9日  - ）は、フジテレビのアナウンサー。

## 経歴
富山県出身。富山県立呉羽高等学校、国立音楽大学音楽学部・音楽文化教育学科（幼児音楽教育専攻）卒業。高校3年の時に「第67回全日本学生音楽コンクール大阪大会」の声楽部門・高校の部で、予選を通過し本選に出場した。在学中は声楽を学んだ。オペラが得意である。
2018年4月、アナウンサーとしてフジテレビ入社。同期は、井上清華・大川立樹・今湊敬樹。8月、フジテレビ女性アナウンサー18人で結成する「お台場ワンガン娘‘18」に加入し、メインボーカルを務める。10月から、情報番組『ノンストップ!』に木曜レギュラーとして出演。

## 人物
学生時代は子供が好きだったため、幼稚園の先生になろうと思っていた。しかし、母親が杉原本人に相談無しでアナウンススクールに申し込んだためにそこに通うようになった。そこで「挑戦することが大好きなので、話すことを本格的にやってみたい」と思うようになってアナウンサーを目指す。
資格は、漢字能力検定2級・幼稚園教諭一種免許状・普通自動車運転免許を所持している。
趣味は、買い物・ドライブ・散歩・映画鑑賞。他にもY字バランスもできる。苦手なものは、虫・セロリ。
『石橋貴明のたいむとんねる』に出演し共演している石橋貴明（とんねるず）からは「パグに似ている」ことと「フジテレビ伝統の○○パン」からパグパンという愛称をつけられた。また、明石家さんまからは元大関の小錦八十吉にしか見えないと指摘された。

## 出演番組
レギュラー出演番組・キャスター名（地上波）
| 期間                     | 期間   | 月 - 水曜日                | 木曜日                     | 金曜日                      | 土曜日                              | 日曜日   |
| ------------------------ | ------ | -------------------------- | -------------------------- | --------------------------- | ----------------------------------- | -------- |
| 2018.10                  | 2020.9 | （なし）                   | ノンストップ! プレゼンター | （なし）                    | （なし）                            | （なし） |
| 2020.10                  | 2021.3 | ノンストップ! プレゼンター | ノンストップ! プレゼンター | バイキングMORE コーナー担当 | （なし）                            | （なし） |
| 2021.4                   | 2022.6 | ノンストップ! プレゼンター | ノンストップ! プレゼンター | （なし）                    | （なし）                            | （なし） |
| 2022.7                   | 現在   | ノンストップ! プレゼンター | ノンストップ! プレゼンター | （なし）                    | FNN Live News イット! ナレーション1 | （なし） |
| 備考 - 1永尾亜子の後任。 |        |                            |                            |                             |                                     |          |

### その他

#### 現在
- KinKi Kidsのブンブブーン（ナレーション、2023年4月 - ）
- CS有吉くんの正直さんぽ（ナレーション、2023年4月 - ）
- ワイドナショー（2023年7月30日 - ）
- 私のバカせまい史（2023年12月 - ）

#### 過去
- 名曲お宝音楽祭（2018年9月26日・2019年4月6日）- 司会
- ネプリーグ（2018年11月19日）- フジテレビアナウンサーチームの一員として出演
- 金曜プレミアム「爆笑そっくりものまね紅白歌合戦スペシャル」（2019年5月17日）- フジテレビ女子アナ軍団の一員として出演し、Little Glee Monsterの歌物真似を披露[12]
- 石橋貴明のたいむとんねる（2019年4月15日 - 2020年3月23日) - 進行
- GO!GO!チャギントン（2019年5月12日 -2020年8月30日）
- BACK TO SCHOOL!（2019年10月30日 - 2020年3月11日）
- プロ野球ニュース（フジテレビONE、2018年7月29日 - 2021年3月、日曜）
- tune（2019年10月6日 - 2022年3月） - MC
- ニッポン全国!ジモトPR隊 (2023年9月25日 - 2023年10月2日) - ナレーター